# Nordmannia pruni
Nordmannia pruni är en fjärilsart som beskrevs av Eugen Johann Christoph Esper 1778. Nordmannia pruni ingår i släktet Nordmannia och familjen juvelvingar. Inga underarter finns listade i Catalogue of Life.